# Titanomyrma
Genre
Titanomyrma est un genre éteint de fourmis de la sous-famille des Formiciinae. La dernière espèce découverte, Titanomyrma lubei, a été décrite en 2011, lorsqu'une reine fourmi ailée fossilisée vieille de 49,5 millions d'années, d'une taille comparable à celle d'un colibri, a été découverte dans le Wyoming, aux États-Unis. Ce fossile est le premier fossile de fourmi géante trouvé dans l'hémisphère occidental. La présence de Titanomyrma en Amérique du Nord est considérée comme indiquant « la première dispersion transarctique rapportée par un groupe d'insectes thermophiles ». Une autre espèce fossile de ce genre, Titanomyrma gigantea, est la plus grande espèce de fourmis ayant jamais existé.

## Systématique
Le genre Titanomyrma a été créé en 2011 par Stewart Bruce Archibald (d), Kirk Richard Johnson (d), Rolf Walter Mathewes (d) et David Robert Greenwood (d).

## Liste d'espèces
Selon BioLib (9 mars 2022) :
- † Titanomyrma gigantea (Lutz, 1986)
- † Titanomyrma lubei Archibald, Johnson, Mathewes & Greenwood, 2011
- † Titanomyrma simillima (Lutz, 1986)

## Étymologie
Le nom générique, Titanomyrma, du grec ancien Τιτάν, Titán, « de grande taille », allusion faite aux Titans de la mythologie grecque, et 
μύρμηξ, múrmêx, « fourmi », en référence à la grande taille de l'espèce Titanomyrma lubei qui doit, quant à elle, son épithète spécifique, lubei, en l'honneur de Louis Lube qui a collecté l'holotype.

## Publication originale
- (en) S. Bruce Archibald, Kirk R. Johnson, Rolf W. Mathewes et David R. Greenwood, « Intercontinental dispersal of giant thermophilic ants across the Arctic during early Eocene hyperthermals », Proceedings of the Royal Society B, Royal Society, vol. 278, no 1725,‎ 22 décembre 2011, p. 3679-3686 (ISSN 0962-8452 et 1471-2954, PMID 21543354, PMCID 3203508, DOI 10.1098/RSPB.2011.0729, lire en ligne).